# Guidan Alkali
Guidan Alkali (auch: Gidan Alkali, Kouya Guidan Alkali) ist ein Dorf in der Stadtgemeinde Guidan Roumdji in Niger.

## Geographie

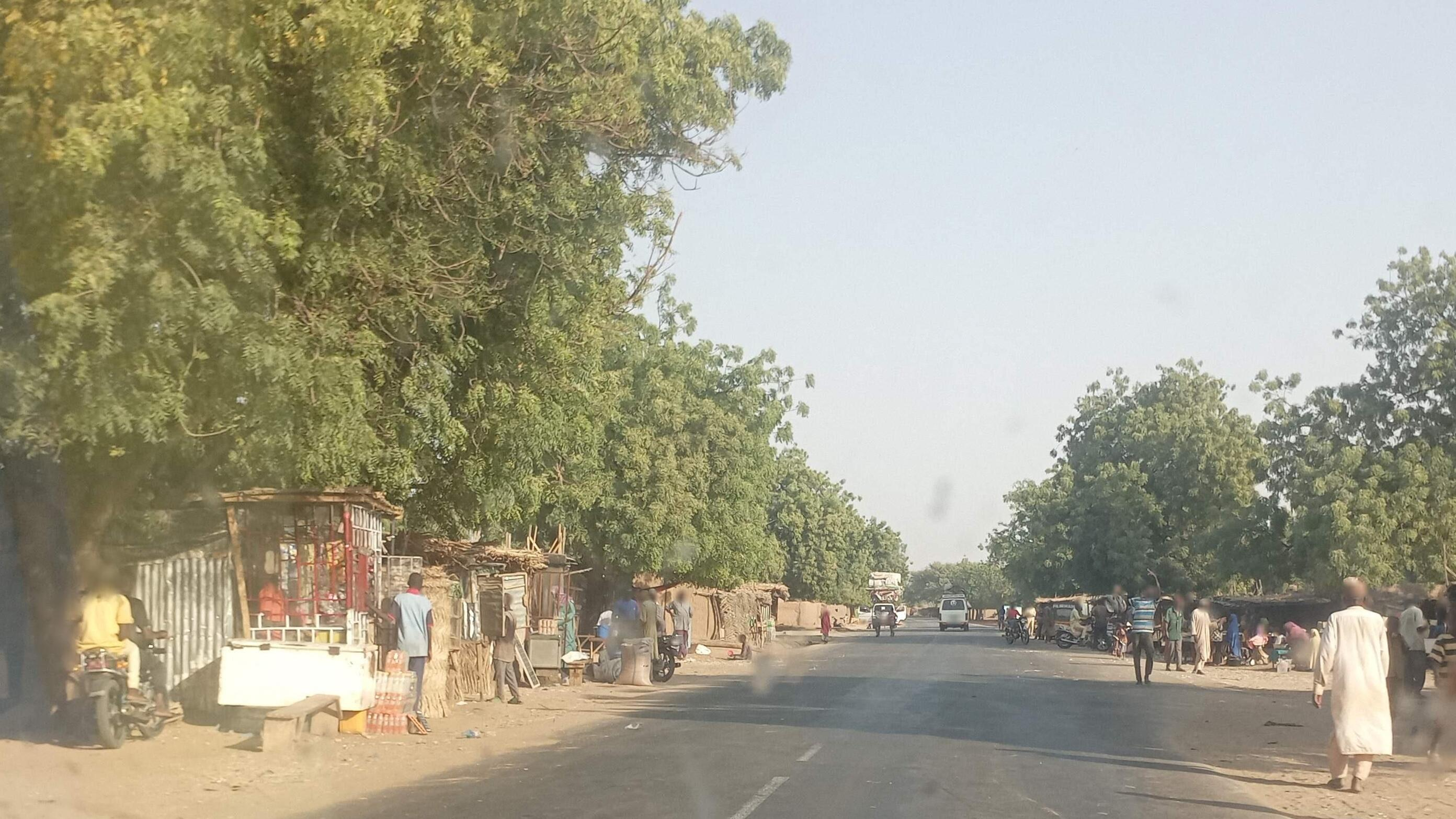
Straßenmarkt in Guidan Alkali (2025)

Das von einem traditionellen Ortsvorsteher (chef traditionnel) geleitete Dorf liegt am rechten Ufer des Trockentals Goulbi de Maradi. Es befindet sich rund 14 Kilometer westlich des urbanen Zentrums von Guidan Roumdji, der Hauptstadt des gleichnamigen Departements Guidan Roumdji, das zur Region Maradi gehört. Zu den Siedlungen in der näheren Umgebung von Guidan Alkali zählen Rafin Wada im Nordosten und Kabra im Osten.
Guidan Alkali ist Teil der Übergangszone zwischen Sahel und Sudan. Die durchschnittliche jährliche Niederschlagsmenge beträgt hier zwischen 400 und 500 mm.

## Geschichte
Aus dem Nordwesten des Nachbarlands Nigeria flüchteten aufgrund der sich verschlechternden Sicherheitslage von April bis Juli 2009 mehr als 35.000 Menschen in die Departements Guidan Roumdji und Madarounfa in Niger. Guidan Alkali gehörte zu den Orten, die Flüchtlinge aufnahmen. Mit Stichtag 31. August 2019 handelte es sich dabei um 670 Personen. Laut einer Erhebung vom September 2022 lebten in Guidan Alkali 308 Vertriebene aus 44 Haushalten.

## Bevölkerung
Bei der Volkszählung 2012 hatte Guidan Alkali 1078 Einwohner, die in 144 Haushalten lebten. Bei der Volkszählung 2001 betrug die Einwohnerzahl 546 in 75 Haushalten und bei der Volkszählung 1988 belief sich die Einwohnerzahl auf 549 in 69 Haushalten.
Die Zone entlang des Trockentals gehört zu den am dichtesten besiedelten und zugleich zu den ärmsten Nigers, mit erhöhter Unterernährung.

## Wirtschaft und Infrastruktur

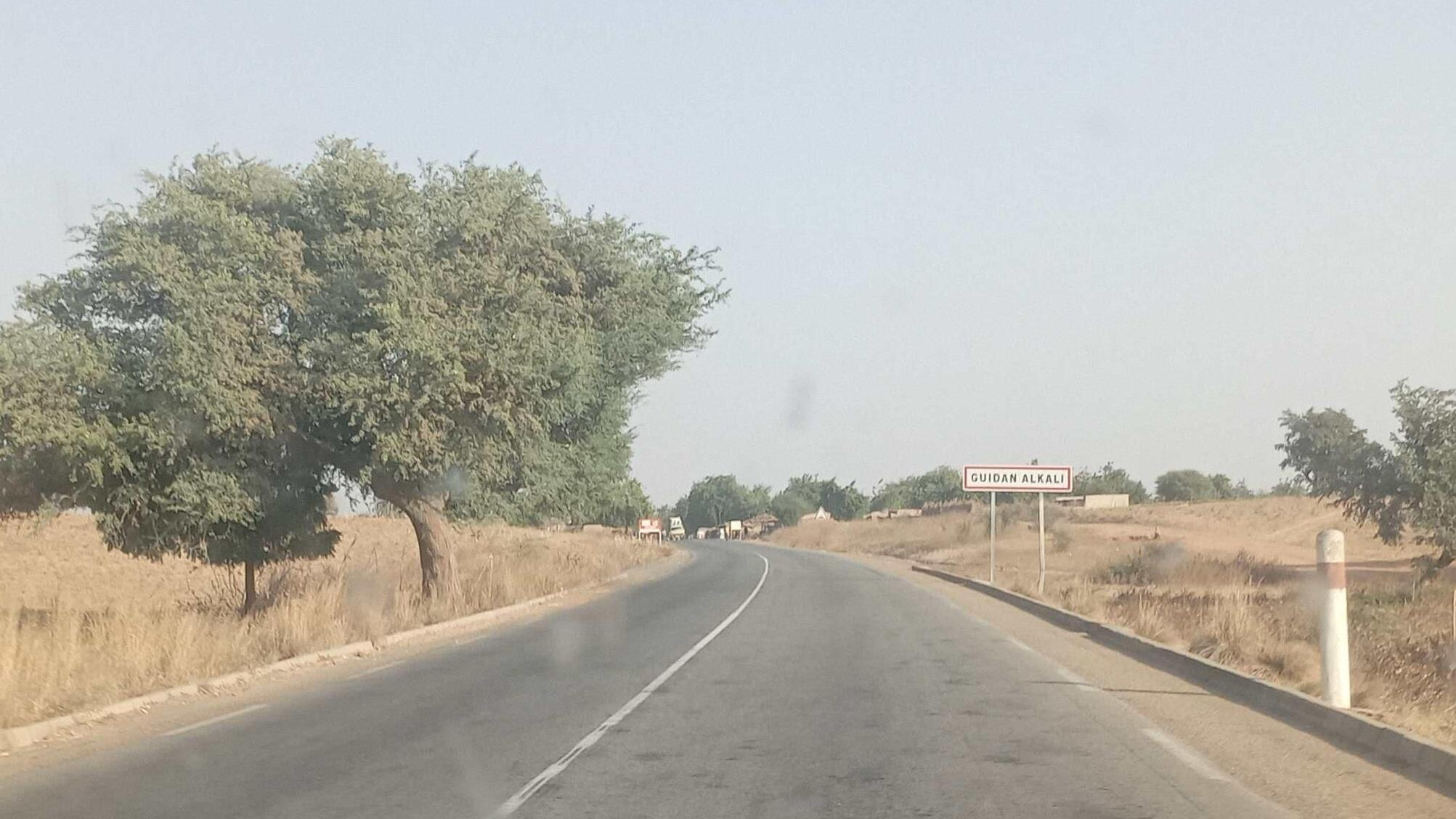
Nationalstraße 1 an der Ortseinfahrt von Guidan Alkali (2025)

Durch Guidan Alkali führt die asphaltierte Nationalstraße 1, die längste Fernstraße Nigers. Im Dorf ist eine Grundschule vorhanden. Guidan Alkali liegt im weitläufigen Weideland zwischen den Trockentälern Goulbin Kaba und Goulbi de Maradi, das traditionellerweise in der Trockenzeit von nomadischen Fulbe- und Wodaabe-Viehzüchtern aufgesucht wird.